# Wormley, Hertfordshire
Wormley är en ort i unparished area Hoddesdon, i distriktet Broxbourne, i grevskapet Hertfordshire i England. Orten är belägen 8 km från Hartford. Wormley var en civil parish fram till 1935 när blev den en del av Cheshunt och Hoddesdon. Civil parish hade 930 invånare år 1931. Byn nämndes i Domedagsboken (Domesday Book) år 1086, och kallades då Wermelai.